# Ingrid Johansson
Eva Ingrid Johansson (* 9. Juli 1965; ⚭  Eva Ingrid Hagby) ist eine ehemalige schwedische Fußballspielerin. Die Mittelfeldspielerin spielte von 1985 bis 1991 in der Nationalmannschaft.

## Karriere

### Vereine
Johansson gehörte zunächst dem im Göteborger Vorort Mölndal ansässigen Jitex BK in der Damallsvenskan, der höchsten Spielklasse im schwedischen Frauenfußball, an und später GAIS Göteborg.

### Nationalmannschaft
Am 25. Mai 1985 debütierte sie in der Nationalmannschaft, die das erste Spiel der EM-Qualifikationsgruppe 3 mit 4:0 gegen die Nationalmannschaft Frankreichs in Pauillac gewann. Auch im zweiten EM-Qualifikationsspiel am 11. Juni 1985 beim 2:0-Sieg über die Nationalmannschaft der Niederlande in Helsingborg wurde sie eingesetzt. Weitere vier EM-Qualifikationsspiele bestritt sie in der Gruppe 2 sowie die zwei EM-Viertelfinalqualifikationsspiele am 15. und 26. Oktober 1988 gegen die Nationalmannschaft Dänemarks. In ihrem letzten EM-Qualifikationsspiel am 23. Oktober 1991 beim 4:0-Sieg über die Nationalmannschaft Spaniens erzielte sie mit dem Treffer zum Endstand in der 66. Minute ihr zweites Länderspieltor. Ihr erstes gelang ihr am 11. März 1989 in Levallois-Perret in ihrem neunten von insgesamt zwölf Freundschaftsspielen mit dem 2:1-Siegtor in der 70. Minute gegen die Nationalmannschaft Frankreichs. Des Weiteren bestritt sie zwei Spiele in der EM-Finalrunde sowie fünf Spiele bei ihrer Teilnahme an der ersten (für Frauen) offiziellen Weltmeisterschaft 1991 in der Volksrepublik China  teil. In diesem Turnier bestritt sie alle drei Spiele der Gruppe B – die ersten beiden gemeinsam mit ihrer Zwillingsschwester Helene – sowie das Viertel- und Halbfinale am 24. und 27. November 1991 beim 1:0-Sieg über die Nationalmannschaft Chinas und der 1:4-Niederlage gegen die Nationalmannschaft Norwegens. Es war ihr letztes Spiel als Nationalspielerin des SvFF. Beim 4:0-Sieg über den amtierenden Europameister Deutschland im Spiel um Platz 3 wurde sie nicht mehr berücksichtigt, jedoch kam ihre Zwillingsschwester Helene, die dafür im Halbfinale nicht eingesetzt wurde, in diesem Turnier abschließenden Spiel zum Einsatz. 

## Erfolge
- Dritter Weltmeisterschaft 1991
- Finalist Europameisterschaft 1987
- Dritter Europameisterschaft 1989

## Sonstiges
Seit der Eheschließung mit Ulf Peter Hagby am 14. Januar 2021 heißt sie Eva Ingrid Hagby.